# فریمبورک (ناحیه چسکی کروملوف)
فریمبورک (به چکی: Frymburk) یک منطقهٔ مسکونی در جمهوری چک است که در ناحیه چسکی کروملوو واقع شده‌است. فریمبورک ۱٬۳۲۱ نفر جمعیت دارد.